# Christian Friedrich von Reuß
Christian Friedrich von Reuß (* 2. März 1788 in Stuttgart als Christian Gottlieb Friderich Reuß; † 1. März 1874 in Heilbronn) war württembergischer Oberamtmann und später Regierungsrat des Jagstkreises.

## Leben
Der Sohn des Staatsrats Johann August von Reuß studierte Rechtswissenschaft an der Universität Tübingen und schlug danach eine militärische Laufbahn ein, die er 1817 als Oberleutnant beendete, um als Assessor beim Direktorium für die Residenzstadt Stuttgart tätig zu sein. 1819 wurde der Heilbronner Oberamtmann Karl August Friedrich Glocker wegen verschiedener Dienstvergehen vom Amt suspendiert und Reuß folgte ihm als Amtsverweser nach, bis die Vorwürfe gegen Glockner 1822 gerichtlich geklärt waren. Darauf wurde Reuß Oberamtmann beim Oberamt Biberach und 1829 beim Oberamt Heilbronn. 1833 wechselte er als Regierungsrat zur Regierung des Jagstkreises in Ellwangen, der er bis 1853 angehörte.